# Élisabeth de Hongrie
Pour les articles homonymes, voir Sainte Élisabeth.
Élisabeth de Hongrie ou Élisabeth de Thuringe (Presbourg, 7 juillet 1207 - Marbourg, 17 novembre 1231) est une souveraine de Thuringe membre du Tiers-Ordre franciscain et reconnue sainte par l'Église catholique. Sa fête est fixée au 17 novembre. L'ordre Teutonique fait construire une église gothique destinée à recevoir ses reliques. Celles-ci attirent des foules nombreuses faisant de Marbourg un grand centre de pèlerinage de l'Occident chrétien.

## Biographie
Elle est la fille du roi André II de Hongrie (dynastie des Árpád) et de Gertrude d'Andechs-Meran (dynastie des Babenberg).
Fiancée à quatre ans et mariée à quatorze ans au landgrave Louis IV de Thuringe, Élisabeth de Hongrie vécut de 1211 à 1228 au château de Wartbourg auprès de son époux, de ses enfants et de sa belle-mère, la landgravine douairière Sophie de Bavière.
Le couple est très uni et a trois enfants :
- Hermann II (1222-1241), sans alliance ;
- Sophie (1224-1275) épouse en 1240 Henri II, duc de Brabant et de Lothier (1207-1248) ;
- Gertrude (en) (1227-1297), née après la mort de son père, confiée à l'abbaye prémontrée d'Altenberg située entre Solms et Wetzlar (Hesse) où elle devient religieuse puis abbesse. Elle a été reconnue bienheureuse par l'Église catholique.

Des franciscains allemands font découvrir à la jeune landgravine l'esprit de François d'Assise et elle décide alors de renoncer à une vie de luxe et de frivolité pour se mettre au service des pauvres.
Sa piété la fait juger extravagante voire indigne par la cour et notamment sa belle-mère, la landgravine Sophie. Ainsi, entrant dans une église, la jeune souveraine dépose sa couronne au pied de la croix ; sa belle-mère la critique et lui fait remarquer publiquement que son attitude est indigne d'une princesse. Élisabeth lui rétorque qu'elle ne saurait porter une couronne d'or quand son Dieu porte une couronne d'épines.
Son époux meurt de la peste en 1227. Elle n'a que 20 ans mais refuse d'être remariée. Sa belle-famille la chasse avec ses trois enfants. Son oncle, évêque, calme la famille. Les trois enfants seront élevés par la famille ducale.

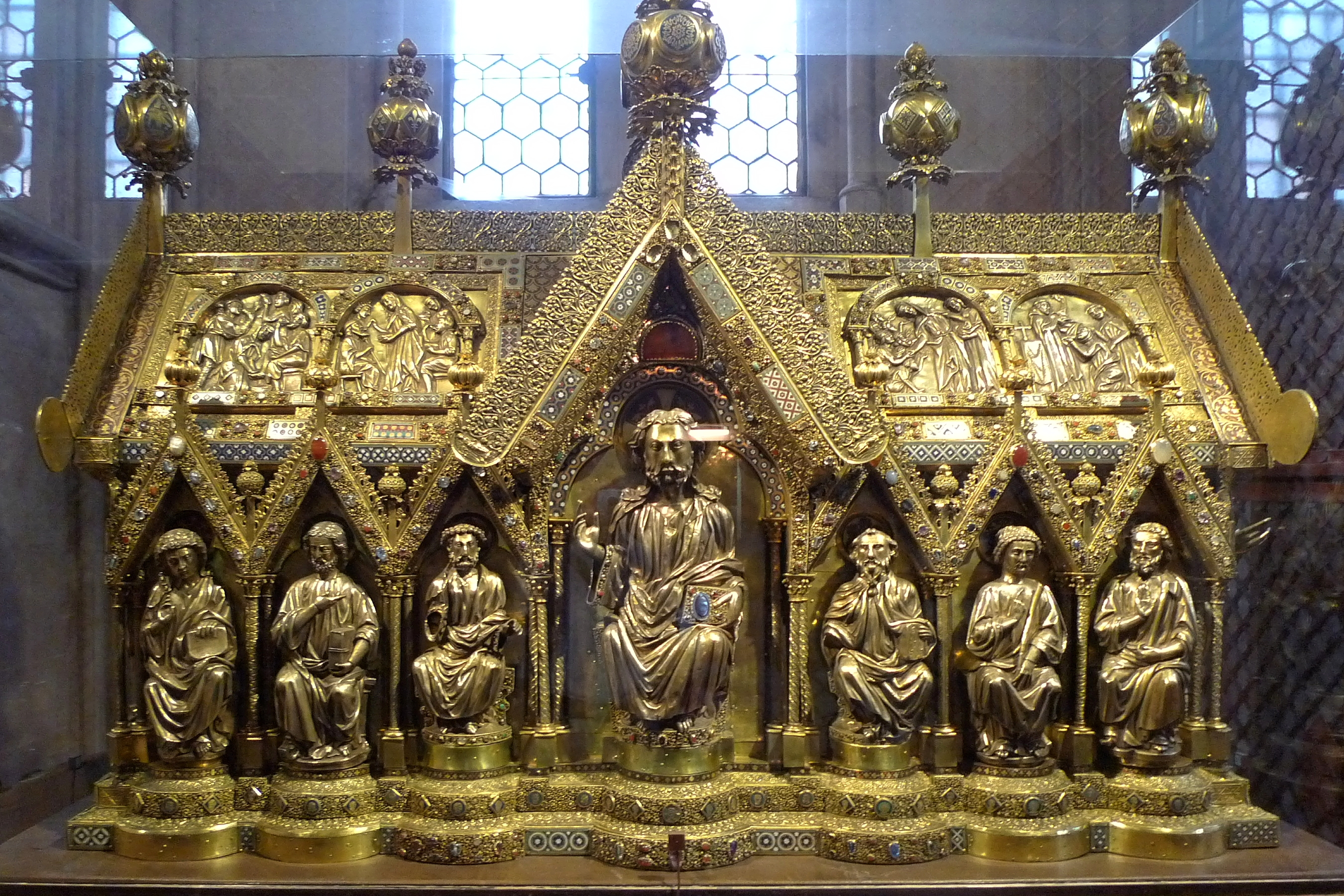
Châsse, église Sainte-Élisabeth, Marbourg.

Elle prend pour directeur spirituel Conrad de Marbourg. Celui-ci la traite avec rigorisme, mais elle répond par une douceur exemplaire. Désormais, elle consacre toute sa vie et son argent aux pauvres pour qui elle fait construire un hôpital.
Élisabeth s'inspire du Tiers-Ordre franciscain récemment fondé par saint François d'Assise et lui apporte des aides. Durant les trois dernières années de sa vie, elle s'implique dans son hôpital avec d'autres femmes encouragées par sa dévotion, à l'image d'une petite communauté religieuse.  
Elle meurt à 24 ans à Marbourg.

## Le miracle des roses

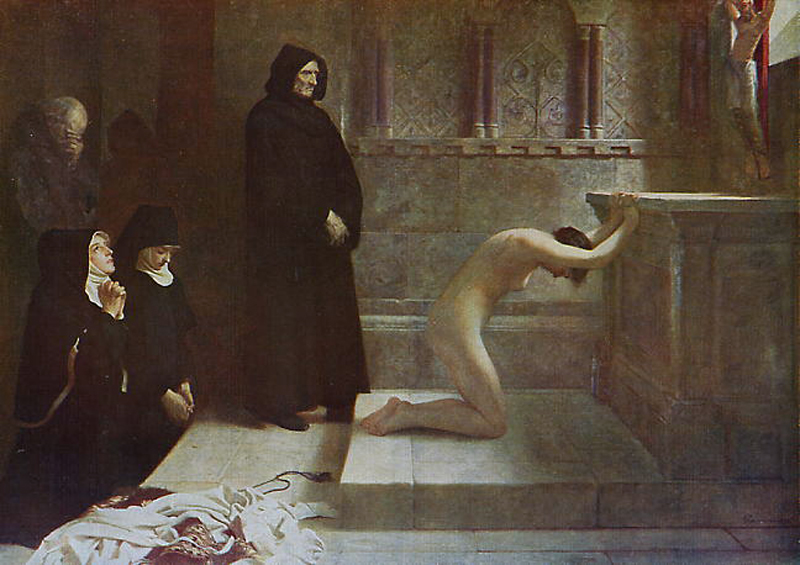
Acte de renonciation d'Élisabeth de Hongrie, par Philip Hermogenes Calderon (1891).

On dit qu'elle portait secrètement du pain aux pauvres d'Eisenach, à pied et seule, ce que réprouvait son mari. Un jour qu'il la rencontra sur son chemin, celui-ci, contrarié, lui demanda ce qu'elle cachait ainsi sous son manteau. Elle lui répondit d'abord que c'étaient des roses, puis, se rétractant, elle lui avoua, pour finir, que c'était du pain, et lorsque son mari lui ordonna alors d'ouvrir son manteau, il n'y trouva que des roses : c'est le miracle de sainte Élisabeth de Hongrie. On trouve un récit similaire dans la vie de la petite-nièce de la landgravine, Élisabeth de Portugal, en France chez Roseline de Villeneuve, en Italie chez Nicolas de Tolentino.

## Famille
Son père étant le frère de Constance, épouse d'Ottokar Ier de Bohême, Élisabeth est la cousine germaine de sainte Agnès de Bohême. Elle est également la tante de la bienheureuse Marguerite de Hongrie et, par sa mère, la nièce de sainte Edwige de Silésie mais aussi d'Agnès de Méranie, épouse contestée du roi Philippe II de France.
Élisabeth de Hongrie, par ailleurs, arrière-petite-fille de Renaud de Châtillon et Constance d'Antioche, descendait de Philippe Ier de France de la dynastie capétienne.
Nombre de princesses portèrent son prénom, par exemple Élisabeth-Charlotte de Bavière (1652-1722), duchesse d'Orléans, belle-sœur du roi Louis XIV de France, célèbre pour sa correspondance, sa fille Élisabeth-Charlotte d'Orléans (1676-1744), duchesse puis régente de Lorraine et de Bar, jusqu'à la duchesse Élisabeth de Wittelsbach, impératrice d'Autriche, célèbre par son surnom de « Sissi » qui milita pour l'indépendance de son royaume de Hongrie, la nièce de celle-ci Élisabeth en Bavière, reine des Belges et son arrière-petite-fille la princesse héritière Élisabeth de Belgique et la princesse Élisabeth de Hesse (1864-1918), grande duchesse de Russie, canonisée par l'Église orthodoxe russe. Élisabeth de France, sœur de Louis XVI, guillotinée (1764-1794).

## Iconographie
Elle peut être représentée soit en princesse, soit en tertiaire franciscaine. Lorsqu'elle est représentée en princesse, elle porte une couronne sur la tête et dans les mains la Bible où sont posées deux couronnes. Sur le tableau de Tobias Pock (en), elle se voit apposer la couronne par l'Enfant Roi lui-même tenu par Notre Dame entourés de saint Georges et de sainte Hélène. Ces couronnes peuvent représenter sa naissance royale, sa piété austère et son abstinence, soit se comprendre comme les trois nœuds de la cordelière franciscaine représentant les vœux de pauvreté, de chasteté et d'obéissance.
Elle tient à la main une aumône, un broc, une corbeille de pain, de fruits et de poissons ; elle peut aussi avoir un tablier avec des roses.
On la retrouve dans les fresques de saints représentés par Simone Martini à la basilique Saint-François d'Assise (1312-1318).
Elle est un des principaux personnages de l'opéra de Richard Wagner Tannhäuser (Dresde 1845).
L'oratorio Die Legende von der heiligen Elisabeth (1865) de Franz Liszt a pour sujet la légende d’Élisabeth de Hongrie.

## Galerie

Sainte Élisabeth dans l’art
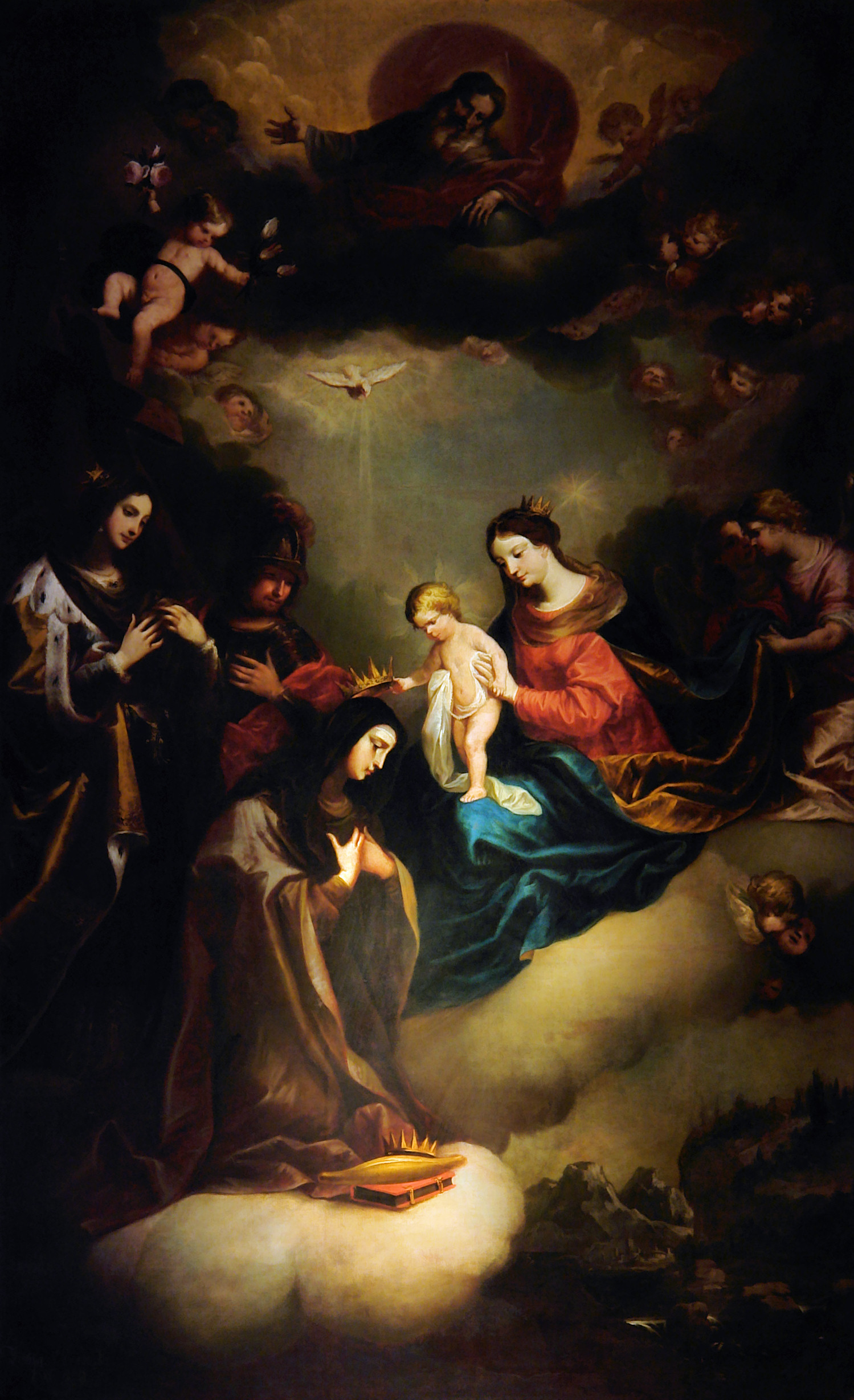
Couronnement de Ste Élisabeth par la Vierge Marie et le Christ avec Saint George et Sainte-Hélène, Tobias Pock (1667), église de l'ordre teutonique (Vienne).
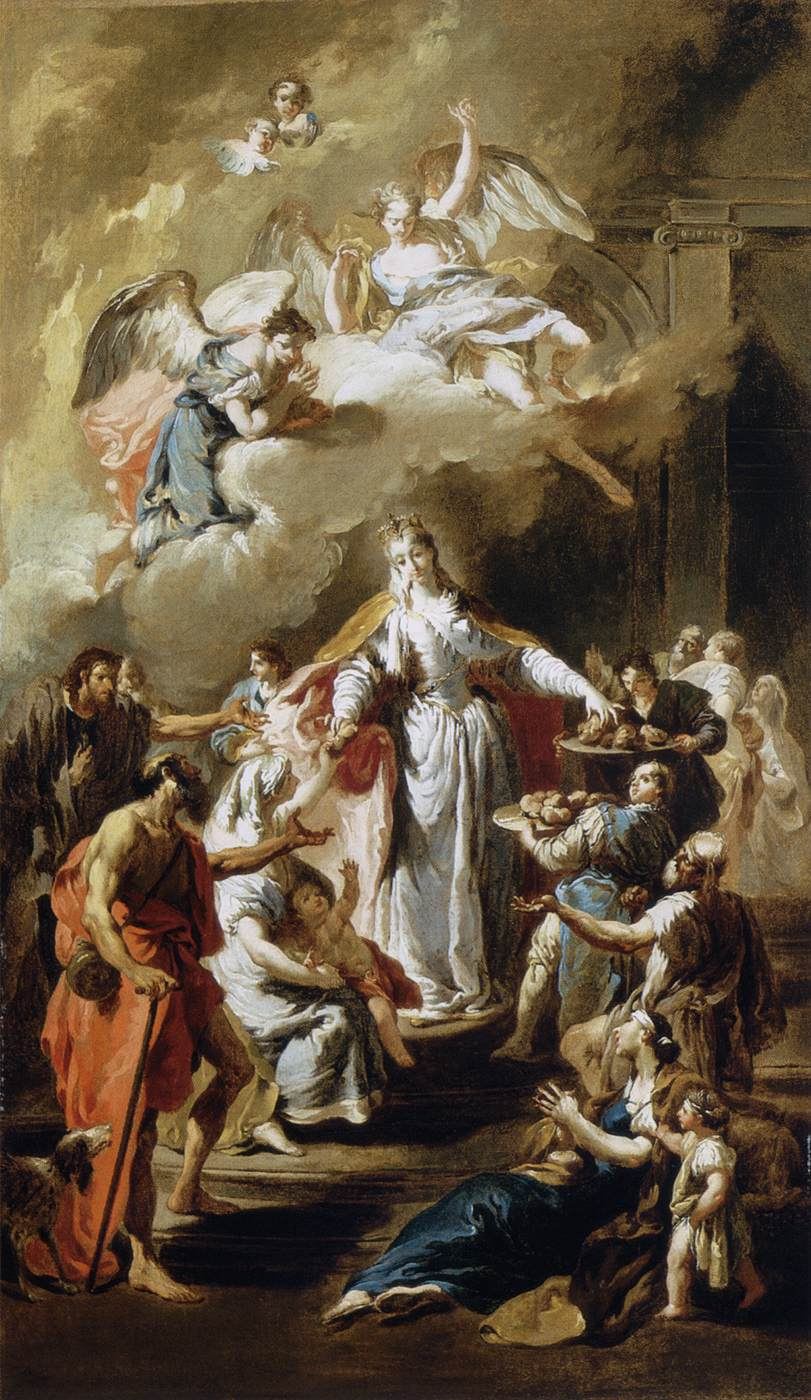
Sainte Élisabeth donnant l'aumône, Giambattista Pittoni (1734), musée des beaux-arts de Budapest[2].
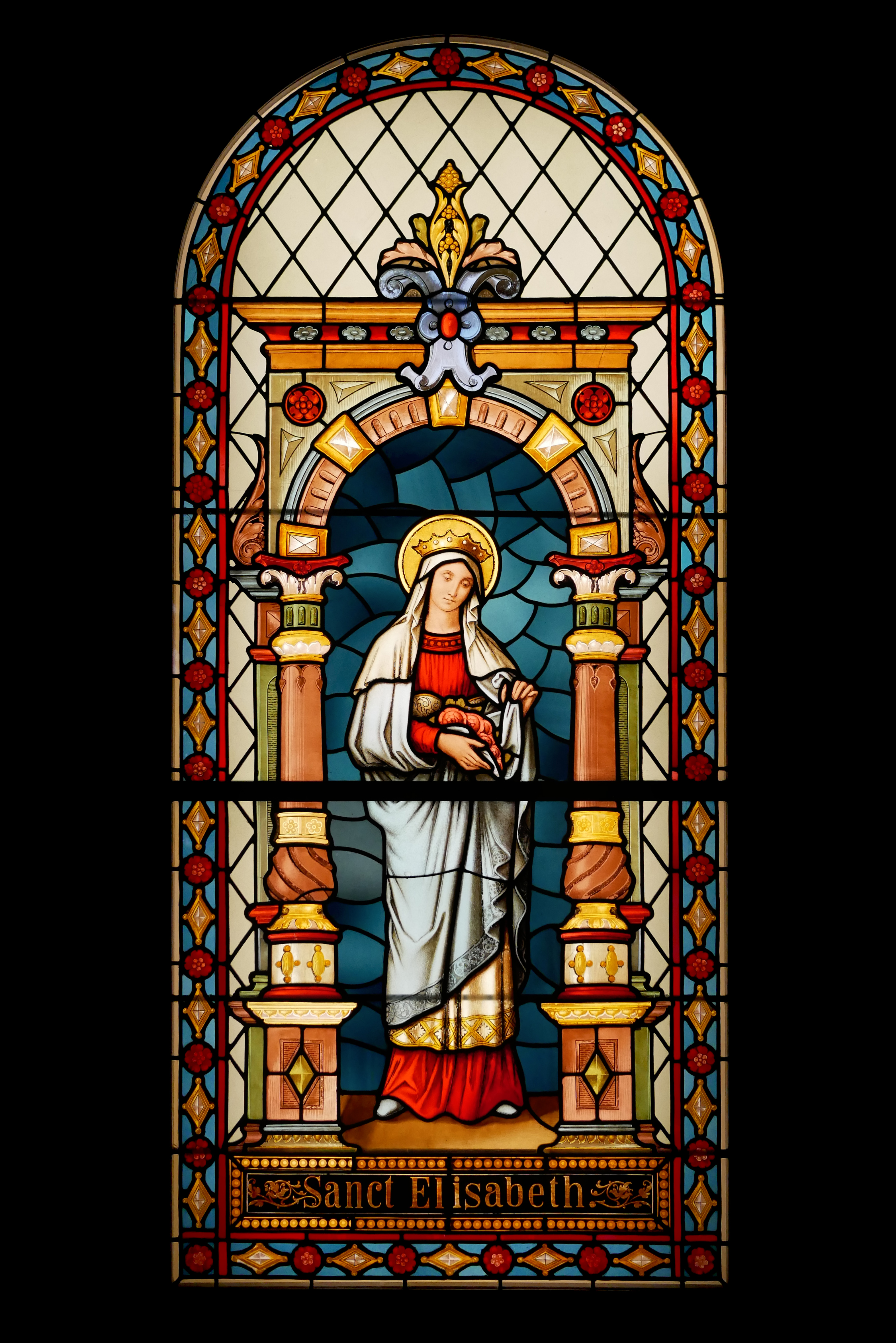
Ste Élisabeth de Hongrie, vitrail du XVIIIe siècle, musée de Ljubljana (Slovénie).
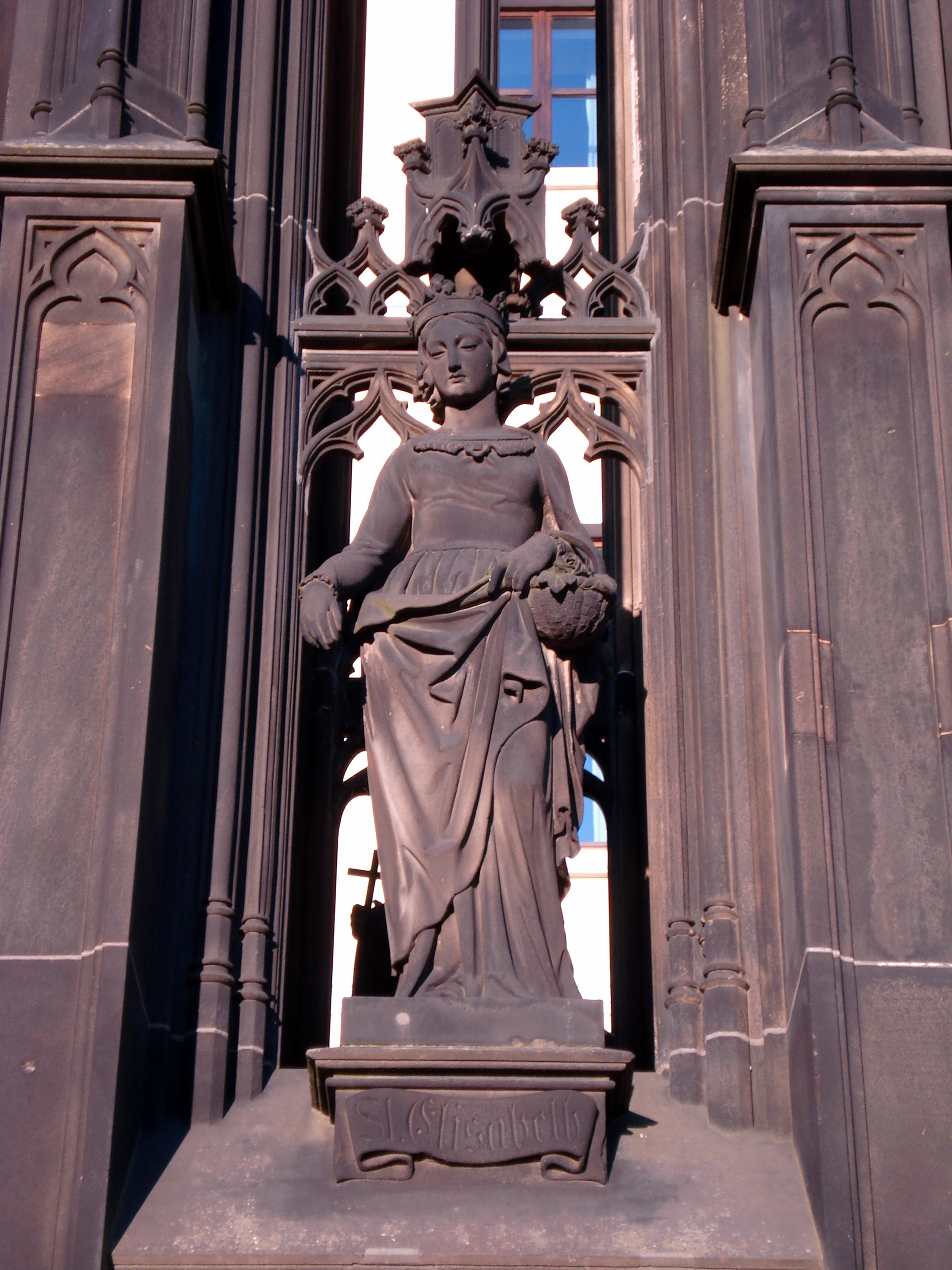
Le Cholerabrunnen, Gottfried Semper, fontaine néo-gothique, Dresde.
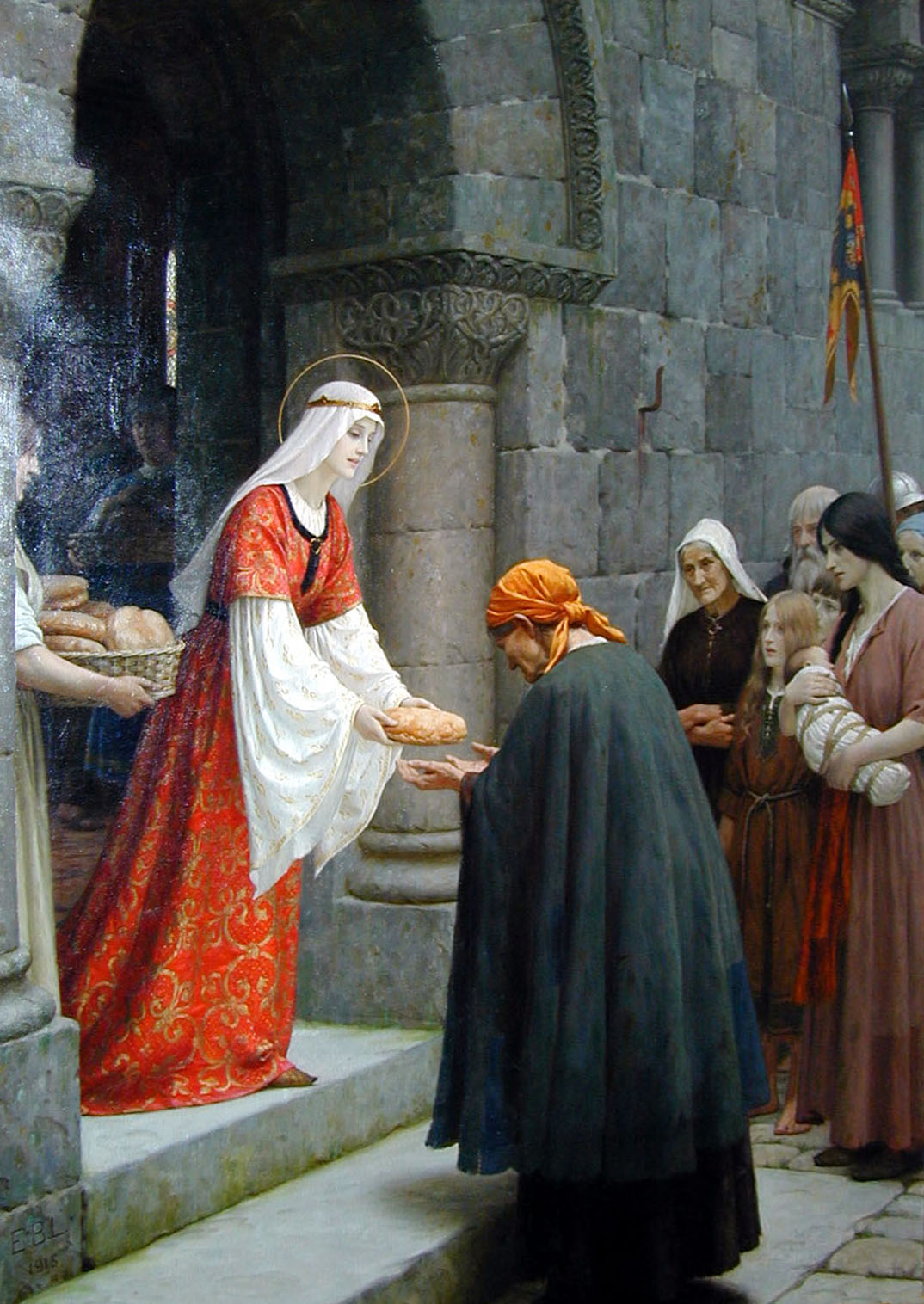
La charité de sainte Élisabeth, Edmund Blair Leighton (1915), Collection de Fred et Sherry Ross.
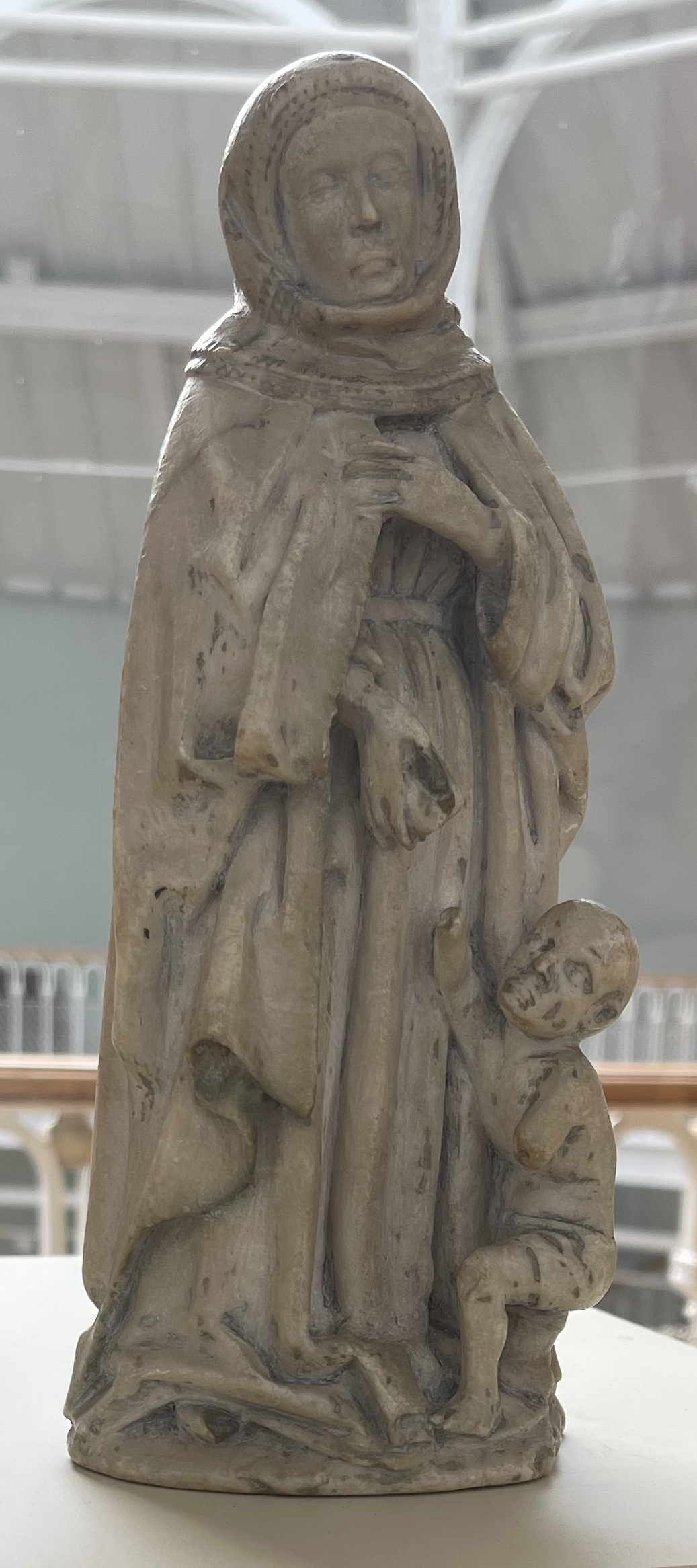
Sainte Élisabeth donnant l'aumône. Statuette (albâtre, ca. 1450), musée national d'Écosse, Édimbourg.

## Églises
Plusieurs églises sont dédiées à sainte Élisabeth de Hongrie, comme : 
- l'église Sainte-Élisabeth (Elisabethkirche) à Marbourg  Allemagne
- l’église Sainte-Élisabeth-de-Hongrie à Paris  France
- l'église Sainte-Élisabeth à Grave  Pays-Bas

Ste Élisabeth à l'église de Grave (Brabant-Septentrional)
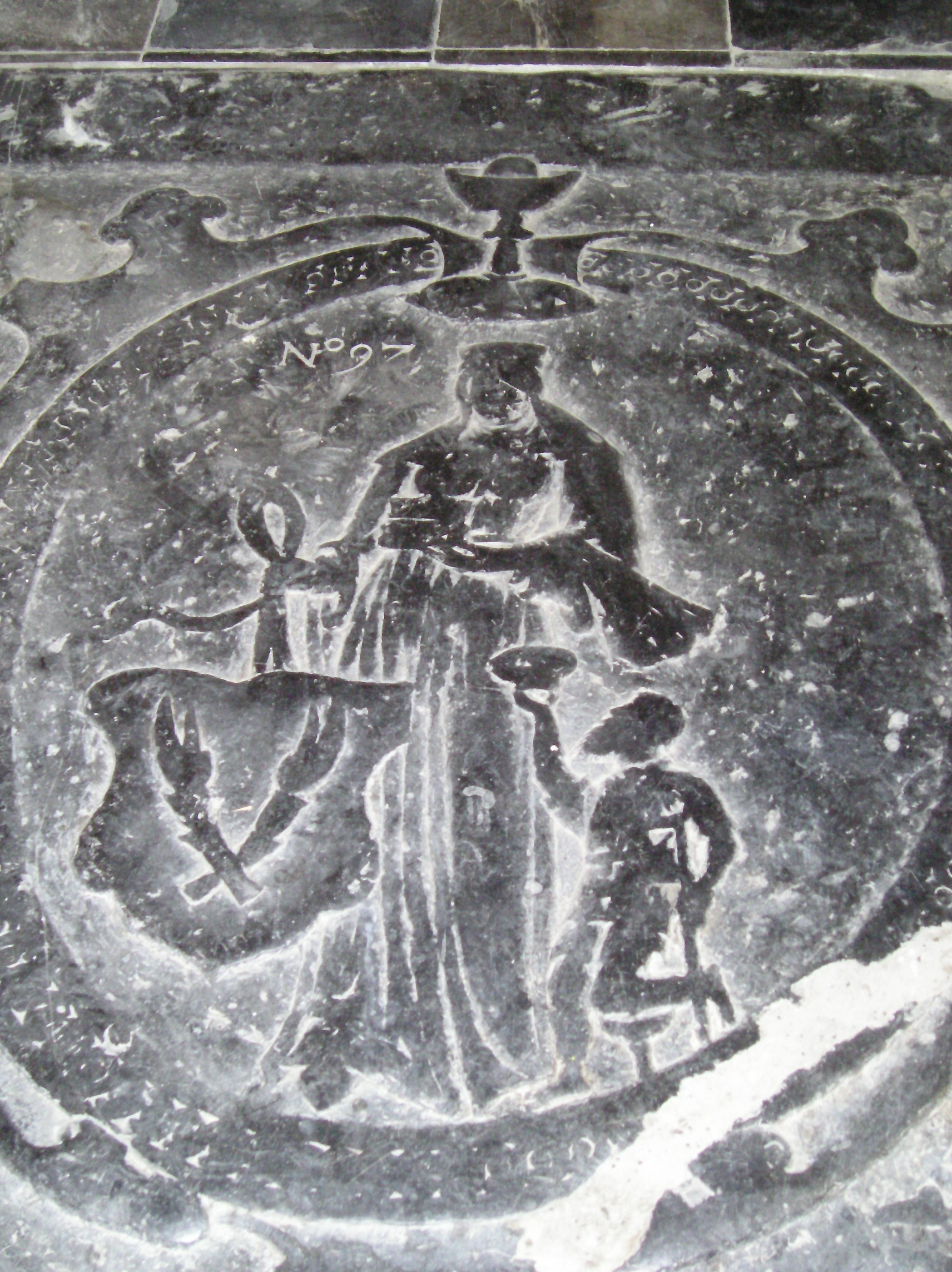
Bas-relief sur pierre.
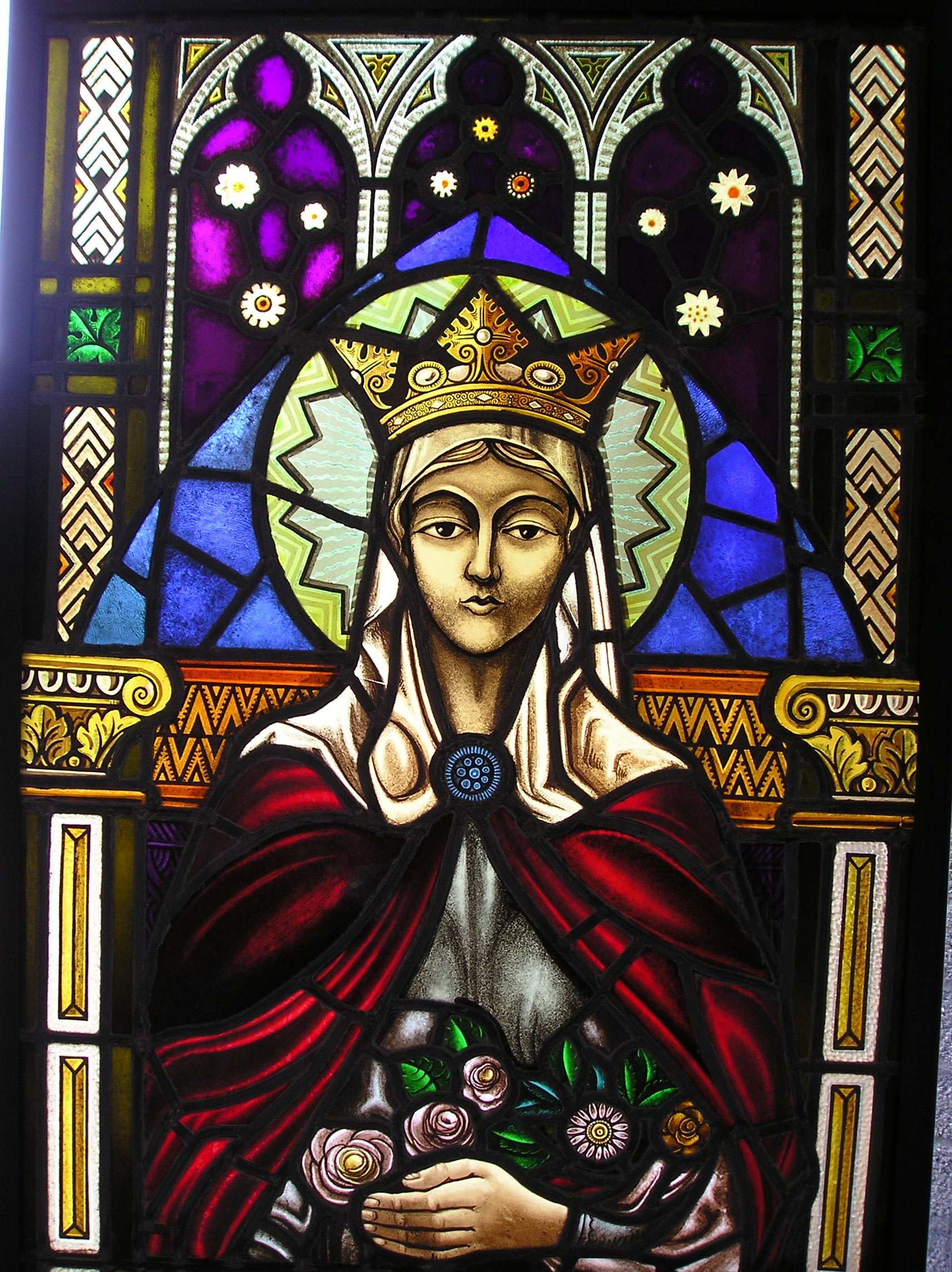
Vitrail.
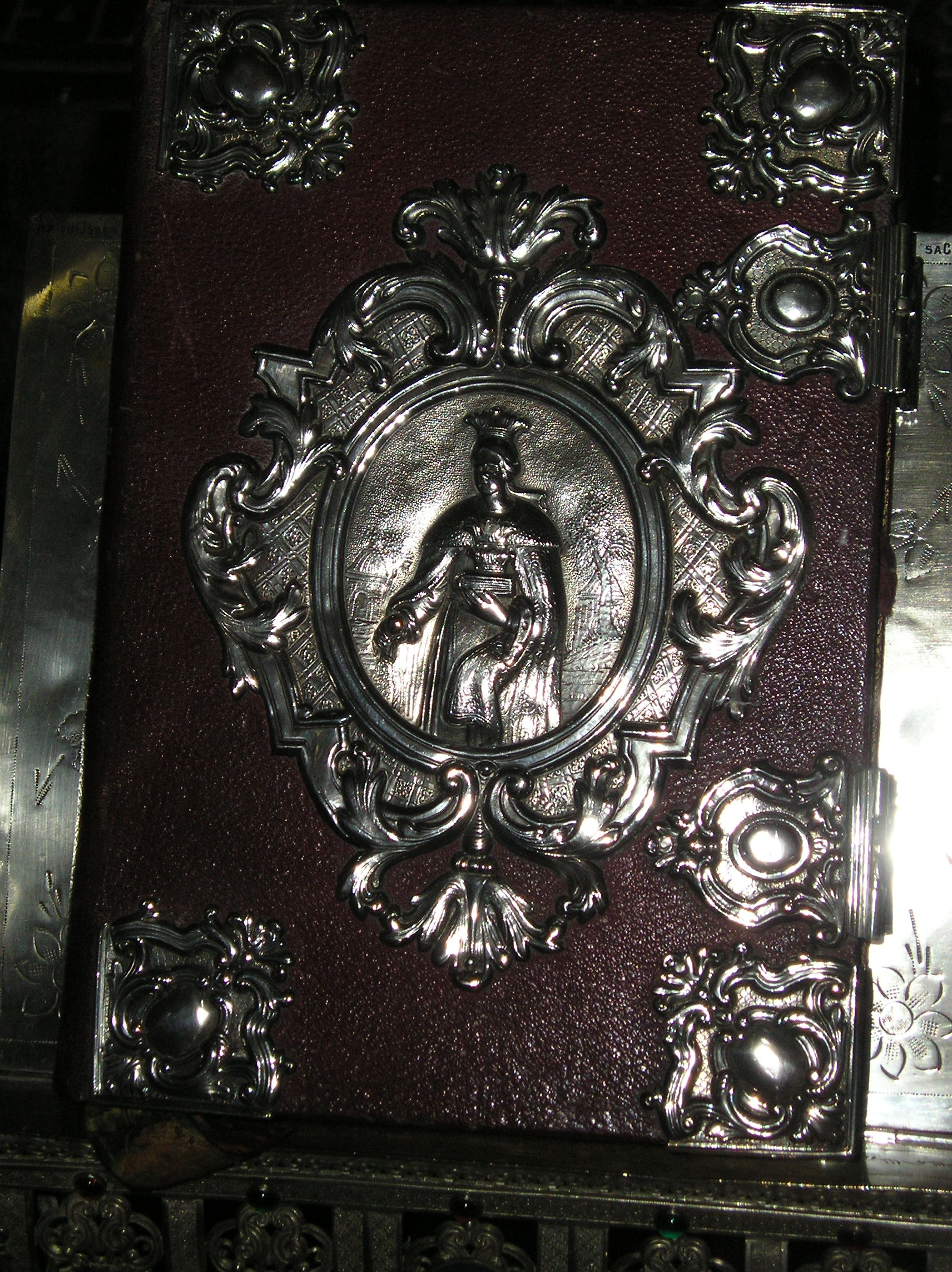
Bas-relief en métal.
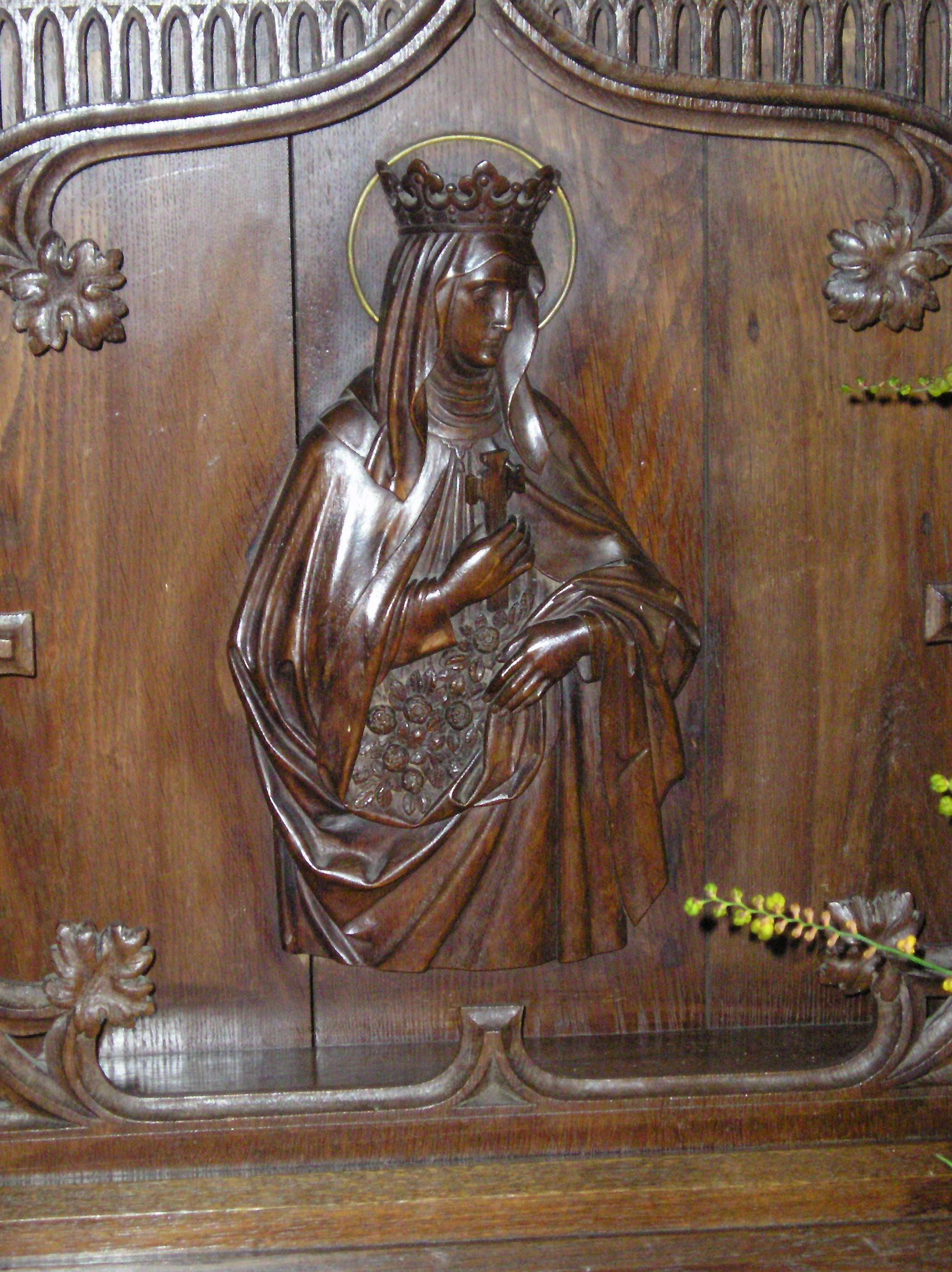
Bas-relief sur bois.
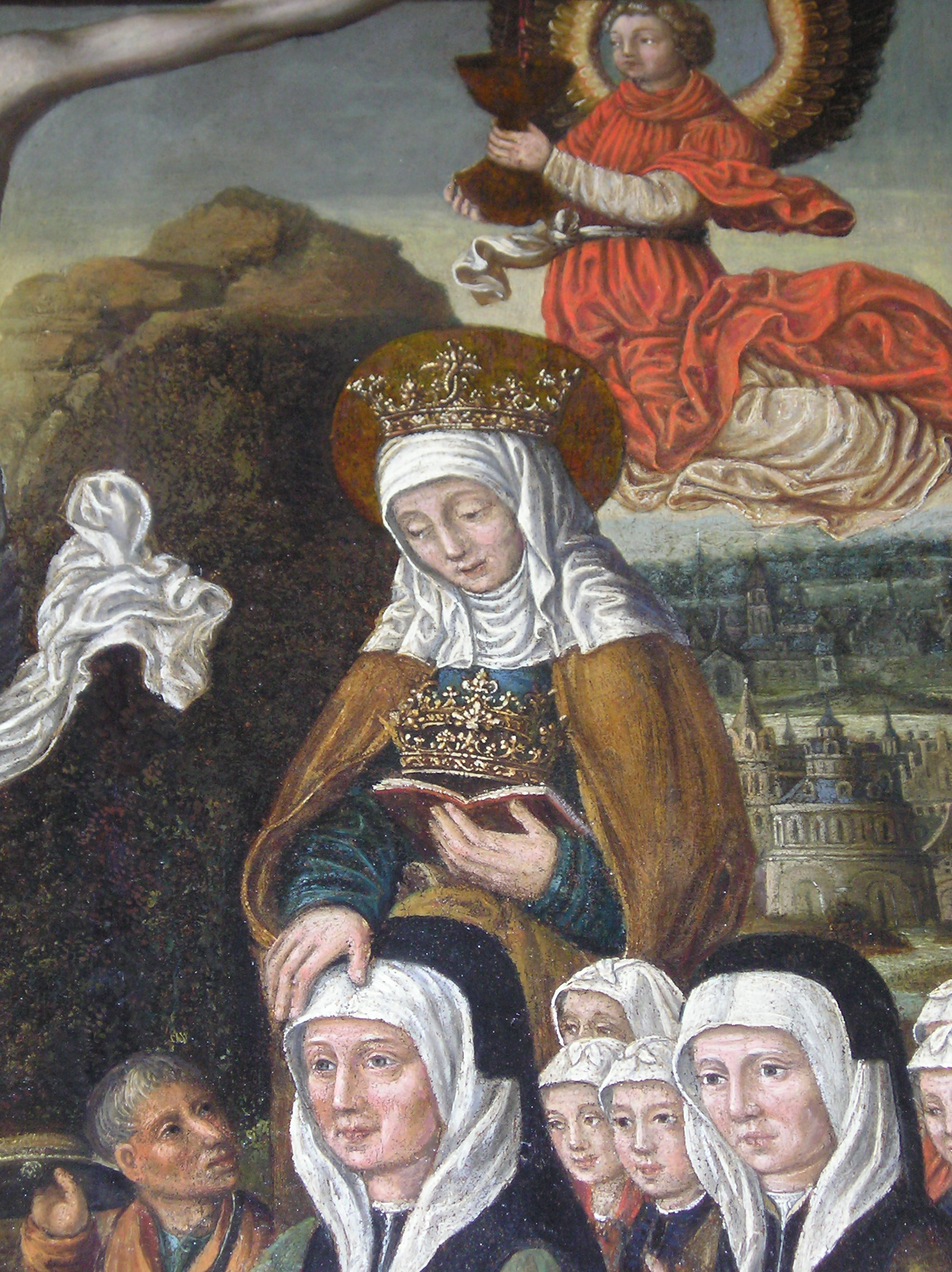
Ste Élisabeth en habit franciscain avec un groupe de béguines, détail de la peinture La Crucifixion (1528).

- la cathédrale Sainte-Élisabeth à Košice  Slovaquie
- l’église Sainte-Élisabeth-de-Hongrie à Versailles
- l’église Sainte-Élisabeth à Haren  Belgique
- le béguinage Sainte-Élisabeth à Bruges  Belgique
- le béguinage Sainte-Élisabeth à Gand  Belgique
- l’église Sainte-Élisabeth-de-Hongrie à Neuville-en-Avesnois  France
- l'église Sainte-Élisabeth de Mons  Belgique
- l'église Sainte-Élizabeth de Cantley, Québec  Canada
- l'église Sainte-Élisabeth à Lyon  France
- la cathédrale Sainte-Élisabeth de Malabo  Guinée équatoriale

## Paroisses
Des paroisses portent aussi le nom de Sainte-Élisabeth, sans lieu de culte qui lui soit dédicacé, dont :
- Paroisse Sainte-Élisabeth (diocèse de Trois-Rivières), Québec

#### Bases de données et dictionnaires
- Ressources relatives aux beaux-arts :   - British Museum
  - Grove Art Online
  - Sandrart.net
  - Union List of Artist Names
- Ressource relative à la littérature :   - Archives de littérature du Moyen Âge
- Ressource relative à la religion :   - GCatholic.org
- Notices dans des dictionnaires ou encyclopédies généralistes :   - Britannica
  - Brockhaus
  - Collective Biographies of Women
  - Den Store Danske Encyklopædi
  - Deutsche Biographie
  - E-archiv.li
  - Enciclopedia italiana
  - Gran Enciclopèdia Catalana
  - Internetowa encyklopedia PWN
  - Nationalencyklopedin
  - Store norske leksikon
  - Treccani
  - Universalis
  - Visuotinė lietuvių enciklopedija
- Notices d'autorité :   - VIAF
  - ISNI
  - BnF (données)
  - IdRef
  - LCCN
  - GND
  - Espagne
  - Pays-Bas
  - Pologne
  - Israël
  - NUKAT
  - Catalogne
  - Suède
  - Vatican
  - Tchéquie
  - Lettonie
  - WorldCat